# 三浦文夫 (メディア学者)
三浦 文夫（みうら ふみお、1957年 - ）は、日本のメディア学者、関西大学教授。

## 来歴
東京都出身。1980年慶應義塾大学経済学部卒、電通入社。電通関西支社統合メディア局次長、同グローバル業務室長などを経て、2012年関西大学社会学部メディア専攻教授となる。IPサイマルラジオradikoを考案、実用化した。

## 著書
- 『インターネット世界への扉 超文系的インターネット学入門』マガジンハウス マグ・カルチャー 1996年。ISBN 4838707622。
- 『デジタルコンテンツ革命 映像・音楽ビジネス最前線』日本経済新聞社 1997年。ISBN 4532145457。
- 『少女時代と日本の音楽生態系』日本経済新聞出版社 日経プレミアシリーズ 2012年。ISBN 978-4-532-26173-3。